# دهستان معمولان
دهستان معمولان، یکی از دهستان‌های بخش مرکزی شهرستان معمولان در استان لرستان ایران است. مرکز این دهستان، شهر معمولان است.

## جمعیت
بر پایه سرشماری عمومی نفوس و مسکن در سال ۱۳۹۵، جمعیت دهستان معمولان برابر با ۳٬۰۷۷ نفر بوده‌است.